# 니시오이타정
니시오이타정(西大分町)은 일본 오이타현 오이타군에 설치되었던 정이다. 현재의 오이타시의 일부에 해당한다.